# Росток
 Тази статия е за града в Германия.  За окръга вижте Росток (окръг).  
Росток (на немски: Rostock, произнася се [rɔstɔk], среща се и южнонемското произношение Рощок) е най-големият град в провинция Мекленбург-Предна Померания на Германия.
Имя население от 202 735 жители към 31 декември 2011 г. Площта му е 181,26 km², а гъстотата на населението – 1118 д/km².

## Спорт
Футболният отбор на града носи името „Ханза Росток“.

## Известни личности
Родени в Росток
- Франц Епинус (1724 – 1802), физик

Други
- Щефан Байнлих (р. 1972), футболист, работи в града през 1994 – 1997 и от 2006 г.
- Евгени Кирилов (р. 1945), български политик, завършва университета през 1971 г.
- Хайнрих Фридрих Линк (1767 – 1850), ботаник, преподава в университета през 1792 – 1811 г.
- Марко Тодоров (р. 1944), български учен и политик, завършва университета през 1968 г.
- Христо Иванов (р.1946), български учен и политик, завършва университета през 1970 г.

## Побратимени градове
- Антверпен, Белгия от 1963 г.
- Берген, Норвегия
- Бремен, Германия
- Варна, България
- Гьотеборг, Швеция
- Далиен, Китай
- Дюнкерк, Франция
- Калининград, Русия
- Орхус, Дания
- Рига, Латвия
- Риека, Хърватия
- Роли, САЩ
- Турку, Финландия от 1963 г.
- Шчечин, Полша